# UC (reducción de ruido)
El sistema complementario UC (con "UC" derivado de Universal Compatible o Universal Compander) es un procedimiento de reducción de ruido ideado para discos fonográficos, con el objetivo de lograr la máxima compatibilidad de reproducción incluso sin el correspondiente expansor UC.

## Características
El sistema de compansión UC fue desarrollado en la década de 1980 por VEB Zentrum Wissenschaft und Technik (ZWT) de VEB Kombinat Rundfunk und Fernsehen (RFT) en la antigua República Democrática Alemana (RDA). El sistema se basó en la observación de que el rango dinámico del material de fuente de audio típico casi siempre debe reducirse en el proceso de masterización del vinilo y que parámetros del sistema muy similares se aplican comúnmente en el proceso, ya sea por el ingeniero de sonido o por medio del hardware.
La idea era desarrollar un sistema compandidor que emulara libremente este proceso y estandarizar así formalmente sus características. Al emular las características típicas de esta compresión, los registros comprimidos con UC no producirían artefactos acústicos que no hubieran estado presentes de forma similar en el disco producido de todos modos, y que por lo tanto permanecerían virtualmente irreconocibles, de forma que la audición siguiera siendo acústicamente agradable y compatible incluso si los discos eran reproducidos posteriormente sin expansor UC.
Durante los experimentos iniciales se encontró que con un factor de compresión de 2:1:2 todavía aparecían demasiados artefactos al intentar mantener la compatibilidad, lo que llevó a los desarrolladores de UC a implementar un comparador de banda ancha utilizando un factor de compresión adaptativo entre 1.33:1:1.33 (o 1.67:1: 1.67) (a 0 dB) y 1:1 (a −20 dB). En contraste con los sistemas anteriores de reducción de ruido de discos de vinilo como dbx, High-Com II o CX 20, el sistema limitó deliberadamente el ruido reducido del disco en aproximadamente 10 a 12 dB(A) solamente, en una cantidad similar a lo que se podría lograr con otros sistemas de compansión en los que solo el lado receptor del medio estaba expuesto a los usuarios y, por lo tanto, el sistema tenía que seguir siendo compatible con la reproducción mediante una gran base de dispositivos instalados sin el decodificador correspondiente (como Dolby FM o High Com FM en la transmisión de radio).
De hecho, los resultados se encontraron tan buenos que, especialmente para los registros producidos con masterizado directo en metal (MDM) (pero no exclusivamente), el sistema fue introducido indocumentadamente en el mercado por el VEB Deutsche Schallplatten de Alemania Oriental a través de sellos discográficos como Amiga, Eterna y Nova desde 1983/1984, con registros codificados en UC solo identificables por una tímida letra "U" en el área del surco interior del disco. Hasta 1990, se produjeron más de 500 títulos codificados en UC.
Sin embargo, las necesidades económicas de la antigua RDA hicieron imposible introducir un decodificador UC adecuado al mismo tiempo. Los prototipos de un magnetófono basado en HMK-D100 con contador digital y expansor UC parecen haber existido en 1987. Finalmente, se incorporó un expansor UC en el Ziphona HMK-PA2223, un giradiscos de tracción directa con brazo tangencial fabricado por VEB Phonotechnik Pirna/Zittau solo en cantidades limitadas de preproducción alrededor de 1989. El expansor se basó en un RFT/HFO A274 [D], el equivalente de Alemania Oriental al potenciómetro con circuito integrado electrónico de Valvo/Philips TCA740 [A] controlado por voltaje.
La reunificación alemana y los avances en equipos de audio doméstico digital pusieron el final de la introducción del sistema en 1990.
Dado el resurgimiento del vinilo, la reintroducción del sistema UC y el desarrollo del hardware complementario correspondiente basado en semiconductores modernos se ha considerado varias veces alrededor de 1994/1995 y 2009/2010.
Finalmente, se ha desarrollado en 2018 un decodificador de software para grabaciones con UC.

## Lecturas relacionadas
- Milde, Helmut (1986-04-02. Inicial: 1985-01-02). Schaltungsanordnung für einen Breitband-Kompander [Circuit arrangement for a broadband compander] (en alemán). Dresden, Germany: VEB Zentrum Wissenschaft und Technik. ISSN 0433-6461. Patent DD234549A1. Archivado desde el original el 7 de mayo de 2021. Consultado el 7 de mayo de 2021.  (4 páginas)
- Milde, Helmut; Eras, Heinrich (1987-01-28. Inicial: 1985-10-24). Kompressor-Expander-System für elektroakustische Übertragungswege [Compressor expander system for electric acoustic transmission paths] (en alemán). Dresden, Germany: VEB Zentrum Wissenschaft und Technik im VEB Kombinat Rundfunk und Fernsehen. ISSN 0433-6461. Patent DD242517A1. Archivado desde el original el 7 de mayo de 2021. Consultado el 7 de mayo de 2021.  (6 páginas)
- Milde, Helmut (1987-01-28. Inicial: 1985-10-24). Kompressionseinstellstufe für einen Breitbandkompander [Compression setting level for a broadband compressor] (en alemán). Dresden, Germany: VEB Zentrum Wissenschaft und Technik im VEB Kombinat Rundfunk und Fernsehen. ISSN 0433-6461. Patent DD242518A1. Archivado desde el original el 7 de mayo de 2021. Consultado el 7 de mayo de 2021.  (3 páginas)
- Milde, Helmut (1988-06-16. Inicial: 1986-12-11). Kompressionsgradeinstellstufe für einen Breitbandkompander [Compression level setting stage for a broadband compander] (en alemán). Dresden, Germany: VEB Zentrum Wissenschaft und Technik. Patent DE3642363A1. Archivado desde el original el 7 de mayo de 2021. Consultado el 7 de mayo de 2021.
- Milde, Helmut; Eras, Heinrich (1988-06-16. Inicial: 1986-12-11). Kompressor-Expander-System für elektroakustische Übertragungswege [Compander system for electro-acoustic transmission paths] (en alemán). Dresden, Germany: VEB Zentrum Wissenschaft und Technik. Patent DE3642366A. Archivado desde el original el 7 de mayo de 2021. Consultado el 7 de mayo de 2021.
- Bergmann, Heinz (November 1982). «Verfahren zur Rauschminderung bei der Tonsignalverarbeitung». radio fernsehen elektronik (rfe) (en alemán) (Berlin, Germany: VEB Verlag Technik) 31 (11): 731-736. ISSN 0033-7900. Archivado desde el original el 5 de mayo de 2021. Consultado el 5 de mayo de 2021. (NB. Falta la página 736 en el PDF vinculado).
- https://web.archive.org/web/20210506190336/http://forum.rft-radio.de/thread.php?threadid=1066

- Datos: Q106920583